# Guatteria diospyroides
Guatteria diospyroides Baill. – gatunek rośliny z rodziny flaszowcowatych (Annonaceae Juss.). Występuje naturalnie w Meksyku, Belize, Gwatemali, Hondurasie, Nikaragui, Kostaryce oraz Panamie. 

## Morfologia
PokrójZimozielone drzewo lub krzew dorastające do 10 m wysokości. Młode pędy są owłosione.
LiścieMają kształt od eliptycznego do podłużnego. Mierzą 6–26 cm długości oraz 1,5–11 szerokości. Są lekko owłosione od spodu. Nasada liścia jest klinowa lub rozwarta. Wierzchołek jest spiczasty.
KwiatySą pojedyncze. Rozwijają się w kątach pędów. Działki kielicha mają owalny kształt i dorastają do 6 mm długości. Płatki zewnętrzne mają owalny kształt. Osiągają do 19 mm długości. Płatki wewnętrzne są liniowe i mierzą 23 mm długości.
OwocePojedyncze. Osiągają 8 mm długości oraz 4 mm średnicy.

## Biologia i ekologia
Rośnie w wiecznie zielonych lasach. Występuje na wysokości do 1000 m n.p.m. Kwitnie i owocuje przez cały rok.